# Форд Пума (2019)
„Форд Пума“ (Ford Puma) е модел субкомпактни автомобили с повишена проходимост (сегмент J) на американската компания „Форд Мотор Къмпани“, произвеждани от 2019 година в Крайова, Румъния.
Моделът е малко по-голям от базирания на същата платформа „Форд Екоспорт“, който няма голям търговски успех и се очаква да бъде заменен на някои пазари от „Форд Пума“. Предлага се като хечбек с 5 врати, задвижван от трицилиндров бензинов двигател.